# Oranjestein (Amerongen)
Oranjestein is een gemeentelijk monument aan Drostestraat 2-6 van Amerongen in de Nederlandse provincie Utrecht.
Op deze locatie stond in de negentiende eeuw het huis van grootgrondbezitter Dirk Clasinus Johannis Harmsen. Het huidige pand op de hoek met de Hof werd in 1881 gebouwd in opdracht van notaris Immink. Het herenhuis werd echter al snel een hotel. 
Begin 20e eeuw was het een bejaardenhuis voor betere stand en droeg het de naam Pro Senectute. In de Tweede Wereldoorlog werd het een onderkomen van de Duitse ortskommandantur. Na de oorlog waren er korte tijd Canadese en Engelse militairen ingekwartierd.
Na de Tweede Wereldoorlog werd het gekocht door het Zendings-Diaconessenhuis die het gebruikte als herstellingsoord voor mensen in geestelijke nood.. Sinds 1989 is het een appartementencomplex.
Het rechthoekige hoofdgebouw heeft een afgeplat leien schilddak. De vroegere medaillonvormige dakkapellen zijn inmiddels vervangen. De wit gepleisterde gevel is rijk gedecoreerd.